# Надійна людина
«Надійна людина» — радянський художній телефільм 1975 року, знятий на кіностудії «Білорусьфільм».

## Сюжет
Лікар Віра Павлівна Занемонець з недавніх пір працює в науково-дослідному інституті генетики, думає про дисертацію. Її життя цілком благополучне: улюблена робота, сім'я. Одного разу за терміновим викликом Віра їде до сестри, яка живе в селі і після аварії потребує термінової операції. Але в сільській лікарні немає хірурга, і Віра приймає рішення терміново оперувати сестру. Після цієї події Віра Павлівна відмовляється від наукової роботи в місті і залишається в сільській лікарні.

## У ролях
- Любов Рум'янцева — Віра Павлівна Занемонець, лікар
- Анатолій Азо — Віктор Петрович, геолог-нафтовик
- Ростислав Янковський — Сергій Сергійович, чоловік Віри
- Світлана Макарова — Галя, сестра Віри, дружина Михася
- Світлана Суховєй — Аня Кузьменко, зоотехнік, коханка Михася
- Іван Сидоров — Михась Антонович Васько, голова виконкому, чоловік Галі
- Вілорій Пащенко — Ахмет, буровик
- Світлана Жгун — Клава, подруга буровика Ахмета
- Олексій Кожевников — Ігор Олександрович Сомолець, учений, фахівець з нафти
- Володимир Еренберг — Мирон Авдійович Асьмугін, лікар, учений
- Наталія Трисвєтова — Марина, співробітниця лабораторії
- Олександр Акулич — епізод
- Світлана Михалькова — Надя
- Світлана Турова — Катерина Кирилівна, лікар
- Микола Смирнов — буровик
- Михайло Петров — буровик, гармоніст
- Римма Маленченко — епізод
- Степан Хацкевич — Степан Федорович
- Марія Зінкевич — Марія, жінка в черзі до голови
- Анатолій Коляда — епізод
- Тетяна Алексєєва — Таня, співробітниця лабораторії, дружина Ігоря Олександровича
- Євген Богданович — буровик
- Олександр Кашперов — співробітник лабораторії
- Анатолій Чарноцький — бригадир
- Сергій Торкачевський — Сергій Володимирович Вітько, творець геологічного приладу
- Галина Рогачова — дама на вечірці вчених
- Олексій Миронов — Олексій Іванович Гордєєв, головний геолог
- Нінель Жуковська — Антоніна, внучка Прокопа, офіціантка
- Іван Рижов — дід Прокіп, господар саду
- Зоя Осмоловська — епізод
- Василь Молодцов — епізод
- Вілен Розенек — епізод
- Володимир Дробишевський — епізод
- Іван Жаров — лікар на операції

## Знімальна група
- Режисер — Діамара Нижниковська
- Сценарист — Олександр Бизяк
- Оператори — Тетяна Логінова, Борис Оліфер, Анатолій Зубрицький
- Композитор — Євген Крилатов
- Художник — Олександр Чертович